# روهاتین
شهر روهاتین (به روسی: Рогатин) در استان ایوانو فرانکیسوک در کشور اوکراین واقع شده‌است. جمعیت این شهر ۷,۶۴۹ نفر (۲۰۲۱ تخمینی) است.

## نگارخانه

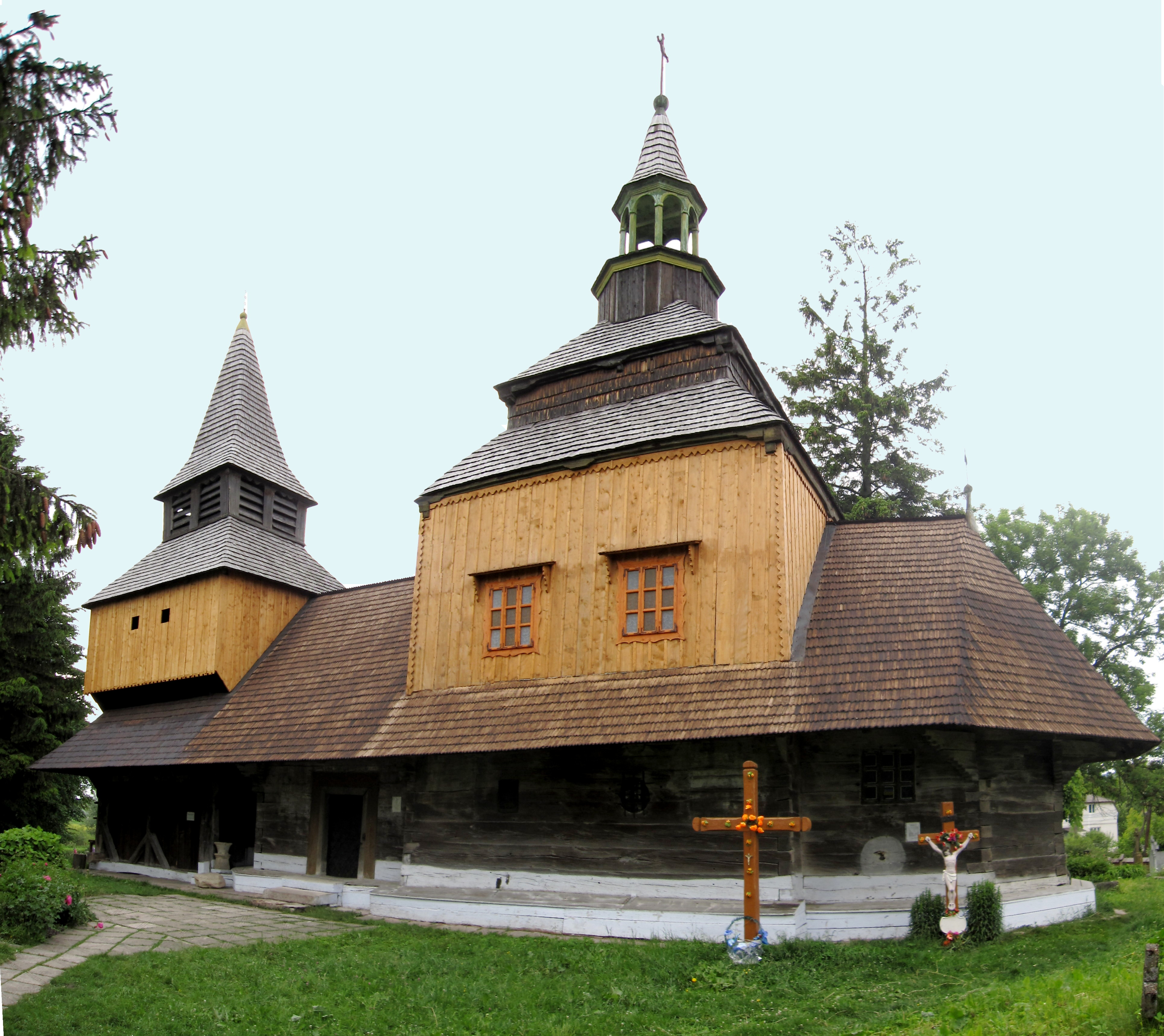
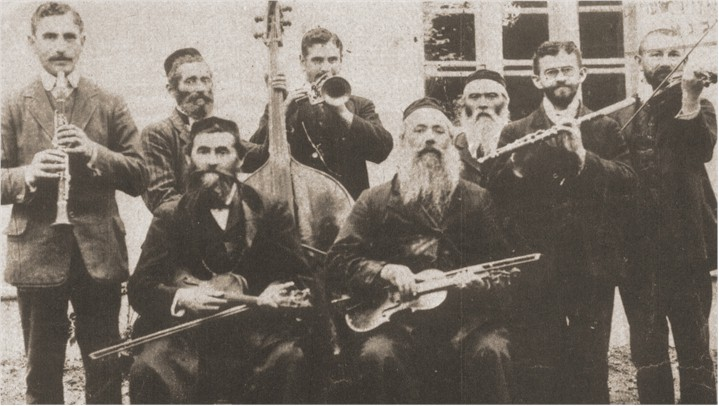